# David Villalba
David Raúl Villalba Candia (ur. 13 kwietnia 1982 w San Lorenzo) – paragwajski piłkarz występujący na pozycji obrońcy. Zawodnik klubu CAI Comodoro Rivadavia.

## Kariera klubowa
Villalba karierę rozpoczynał w 2002 roku w zespole Club Olimpia. W tym samym roku zdobył z nim Copa Libertadores oraz Recopa Sudamericana. W trakcie sezonu 2005 odszedł do Sportivo Luqueño, gdzie grał do jego zakończenia.
Następnie Villalba grał w drużynach Tacuary, Club Olimpia, kolumbijskim Deportes Tolima, paragwajskim 12 de Octubre oraz boliwijskim Blooming, a na początku 2011 roku przeszedł do argentyńskiego CAI Comodoro Rivadavia z Primera B Nacional. W tym samym roku spadł z nim do Primera B Metropolitana.

## Kariera reprezentacyjna
W reprezentacji Paragwaju Villalba zadebiutował 18 lipca 2004 roku w przegranym 1:3 meczu Copa América z Urugwajem. Było to jednak jedyne spotkanie rozegrane przez niego na tamtym turnieju, zakończonym przez Paragwaj na ćwierćfinale.